# Cantonul Le Dorat
Cantonul Le Dorat este un canton din arondismentul Bellac, departamentul Haute-Vienne, regiunea Limousin, Franța.

## Comune
| Comune                  | Populație (1999) | Cod poștal | Cod INSEE |
| ----------------------- | ---------------- | ---------- | --------- |
| Azat-le-Ris             | 263              | 87360      | 87006     |
| La Bazeuge              | 154              | 87210      | 87008     |
| La Croix-sur-Gartempe   | 184              | 87210      | 87052     |
| Darnac                  | 376              | 87320      | 87055     |
| Dinsac                  | 258              | 87210      | 87056     |
| Le Dorat                | 1.757            | 87210      | 87059     |
| Oradour-Saint-Genest    | 387              | 87210      | 87109     |
| Saint-Ouen-sur-Gartempe | 225              | 87300      | 87172     |
| Saint-Sornin-la-Marche  | 270              | 87210      | 87179     |
| Tersannes               | 157              | 87360      | 87195     |
| Thiat                   | 170              | 87320      | 87196     |
| Verneuil-Moustiers      | 147              | 87360      | 87200     |